# Palau del Parlament d'Hongria

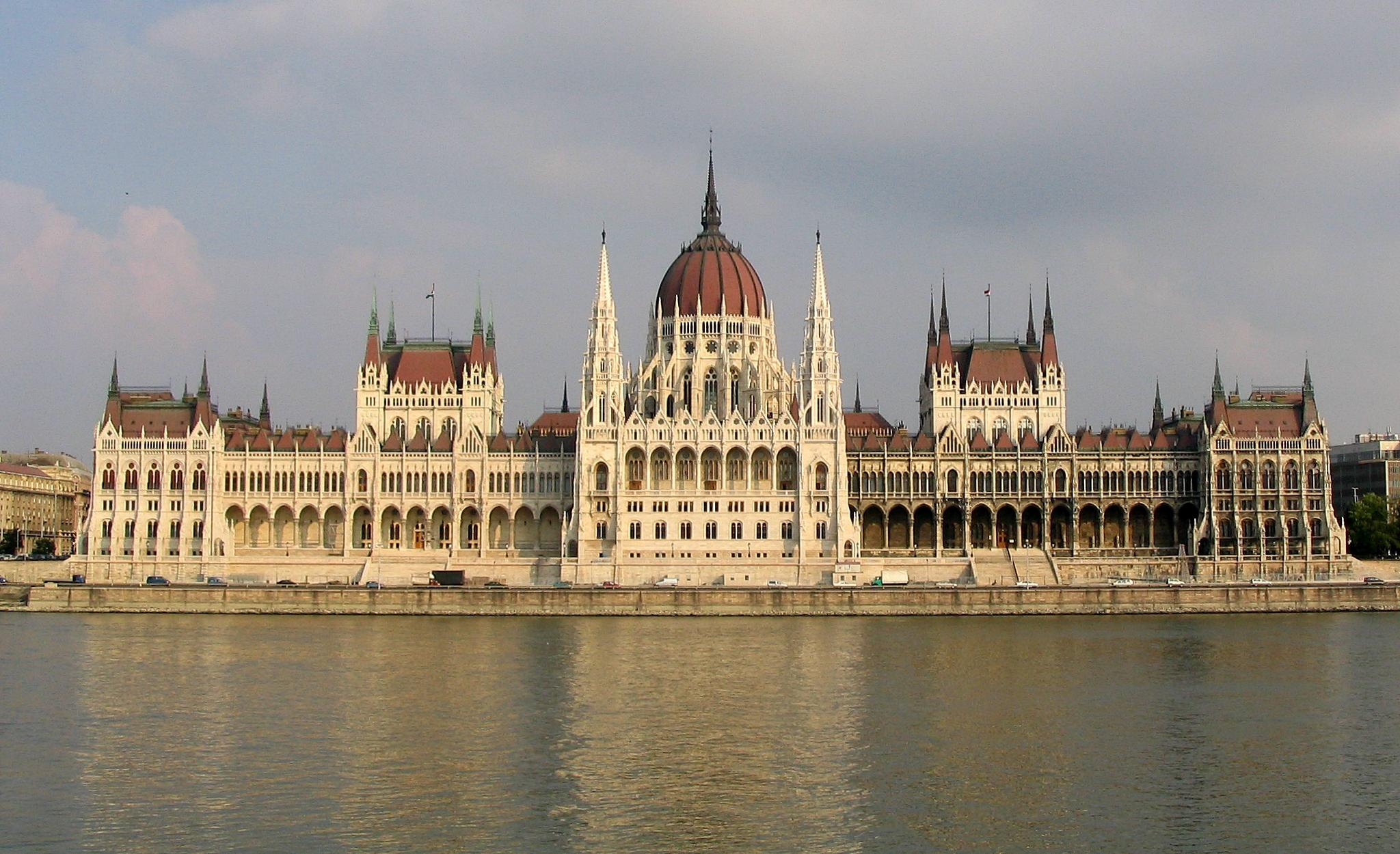
Vista del Parlament d'Hongria a la riba del Danubi

El Palau del Parlament d'Hongria (hongarès:Országház, pronunciat [ˈorsaːkhaːz], que vol dir la Casa de la Nació), també anomenat Parlament de Budapest, és la seu de l'Assemblea Nacional d'Hongria. És una de les seus parlamentàries més antigues d'Europa.
Es al sector de l'antiga ciutat de Pest, ara part de la capital d'Hongria, a la riba del Danubi, .
És considerat l'edifici més emblemàtic de Budapest. És així mateix el més gros edifici d'Hongria i l'edifici més alt de Budapest, juntament amb la basílica de Sant Esteve.
Es troba dins de l'àrea de les ribes del Danubi declarada Patrimoni Mundial per la UNESCO l'any 1987.

## Història

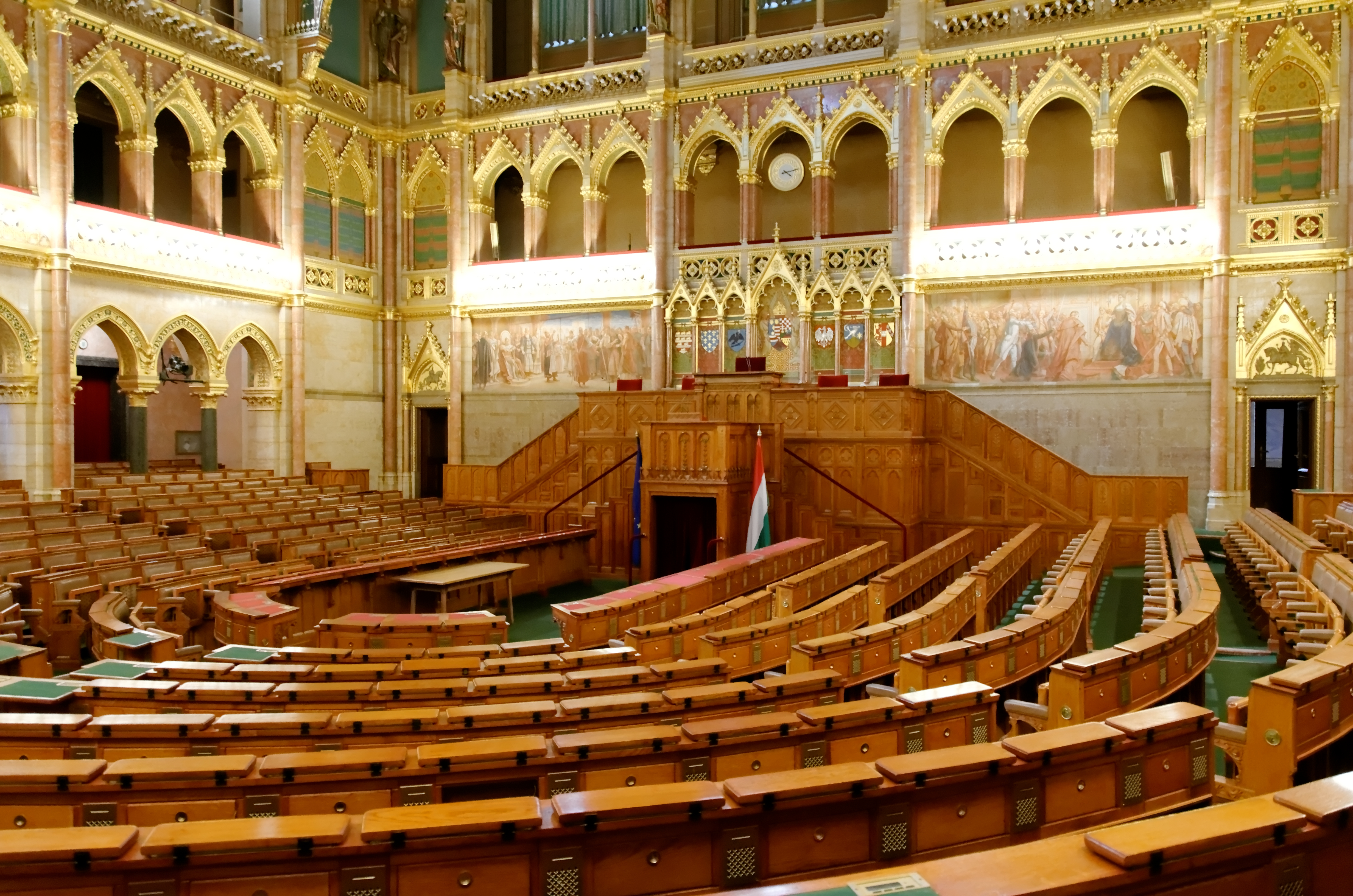
La sala de sessions del Parlament

Budapest va ser fundada el 1873 per la unió de Buda, Pest i Óbuda Set anys després, l'Assemblea Nacional Hongaresa va decidir crear un nou edifici destinat a expressar la sobirania de la nació. Es va llançar un concurs i l'arquitecte Imre Steindl (1839-1902) va guanyar el concurs amb un projecte inspirat en el palau de Westminster acabat a Londres el 1836. Però també es van executar els plans d'altres dos candidats: un per a l'actual Museu d'Etnografia, l'altre per al Ministeri d'Agricultura, tots dos situats a la plaça Kossuth, davant del parlament. Es va construir entre 1885 i 1904.
L'edifici es va inaugurar amb motiu del mil·lenni hongarès el 1896. L'assemblea nacional hongaresa s’hi va reunir a partir del 1902, però no es va completar fins al 1904. (Imre Steindl es va quedar cec i va morir abans.)
Un miler de persones hi van treballar, on es van utilitzar 40 milions de maons, mig milió de pedres semiprecioses i 40 kg d’or.
Després de la Segona Guerra Mundial, l'Assemblea Nacional d'Hongria es va reduir a una sola cambra i només una part de l'edifici està en ús en l'actualitat. El govern comunista va instal·lar una estrella vermella a la part superior de la cúpula, que va ser retirada el 1990. El 23 d’octubre de 1989, Mátyás Szűrös va declarar la República d'Hongria des del balcó del parlament amb vista a la plaça Lajos Kossuth.

## Característiques

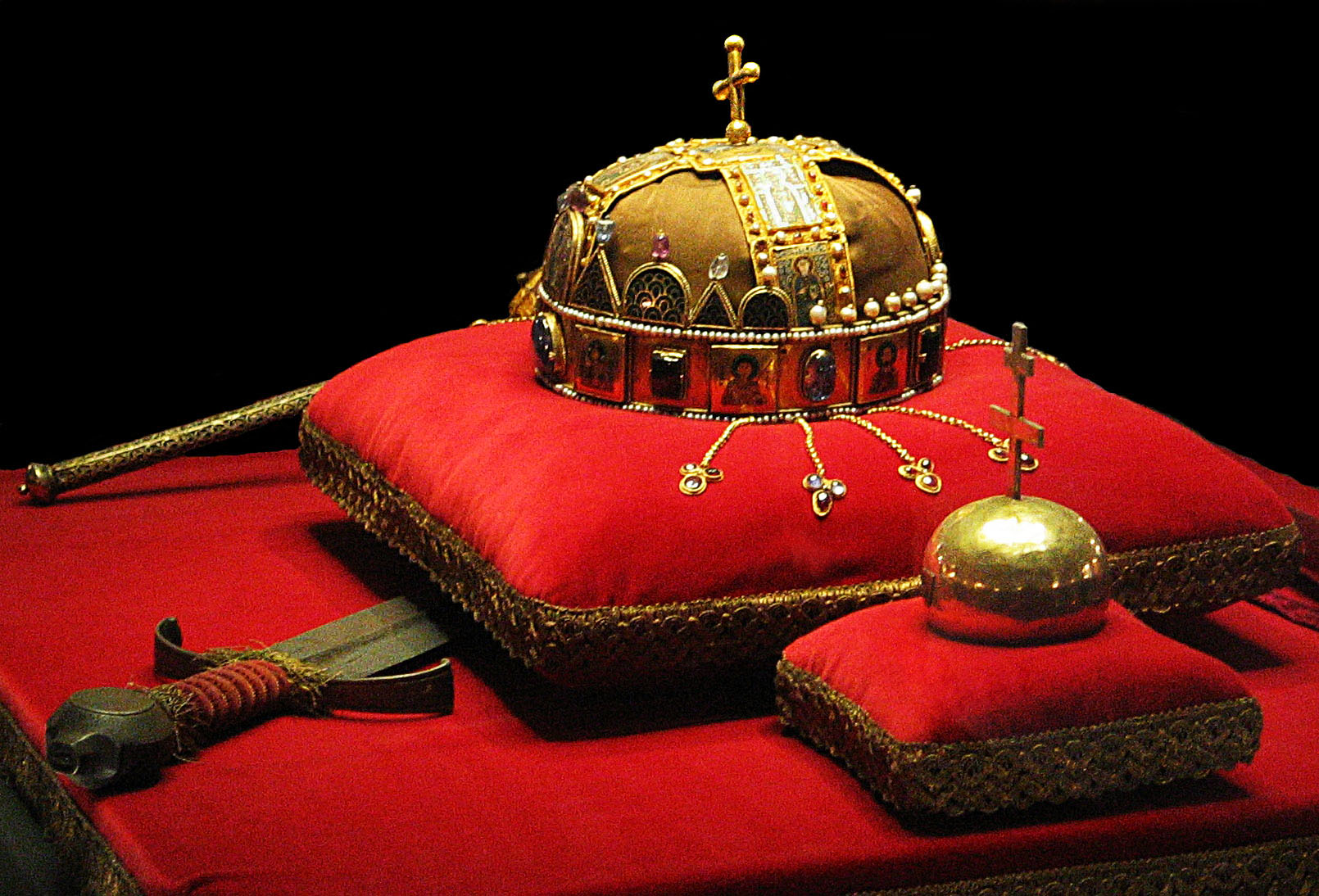
La corona de sant Esteve o Santa Corona hongaresa que es custodia a la sala central

És un edifici d'estil neogòtic, inspirat pel Palau de Westminster a Londres.
Disposat longitudinalment a la riba del riu Danubi, la façana de 268 metres de llarg reflecteix una composició arquitectònica rigorosament simètrica. El centre és ressaltat per una cúpula de 96 metres d'alçada que sembla inspirada per la cúpula de Santa Maria del Fiore de Brunelleschi, a Florència. El número 96 té valor simbòlic, ja que fa referència a l'origen i al mil·lenni de la nació hongaresa (896-1896).
També de dins el parlament és simètric, amb una sala de sessions a cada ala. La que es fa servir habitualment és la corresponent a la cambra baixa.
Des de l'any 2000, a la gran sala central, sota la cúpula, s'hi conserven, sota custòdia permanent, les joies de la coronació dels reis d'Hongriaː la corona de sant Esteve o Santa Corona hongaresa, el ceptre, el globus imperial i l'espasa.
La façana principal és la que mira cap al Danubi oferint una imatge emblemàtica de l'edifici, però l'entrada principal oficial és a l'altre costat, per la plaça Lajos Kossuth. Una gran escalinata ressalta la solemnitat d'aquest accés.
La decoració interior de l'edifici ofereix un extraordinari desplegament de les arts decoratives hongareses al voltant de 1900. Són abundants les pintures murals (d'autors com Károly Lotz o Zsigmond Vajda) i les escultures, fins a un total de 152, fetes en diversos materials. Representen els Reis d'Hongria, les ciències i els oficis o les virtuts. També hi ha el bust d'Imre Steindl, arquitecte de l'edifici. Els vitralls es deuen a l'important vitraller Miksa Róth.

## Descripció
Igual que el palau de Westminster, el Parlament hongarès té una façana simètrica estil neogòtic. Té una longitud de 268 m i una amplada de 123 m, té 10 patis interiors, 13 ascensors, 27 portes, 29 escales i 691 habitacions (incloses més de 200 oficines). Amb una cúpula de 96 metres d’alçada, és un dels dos edificis més alts de Budapest juntament amb la basílica de Sant Esteve de Pest. El número 96 va ser escollit per recordar el mil·lenni de la nació hongaresa (1896) i el seu pas pels Carpats el 896.

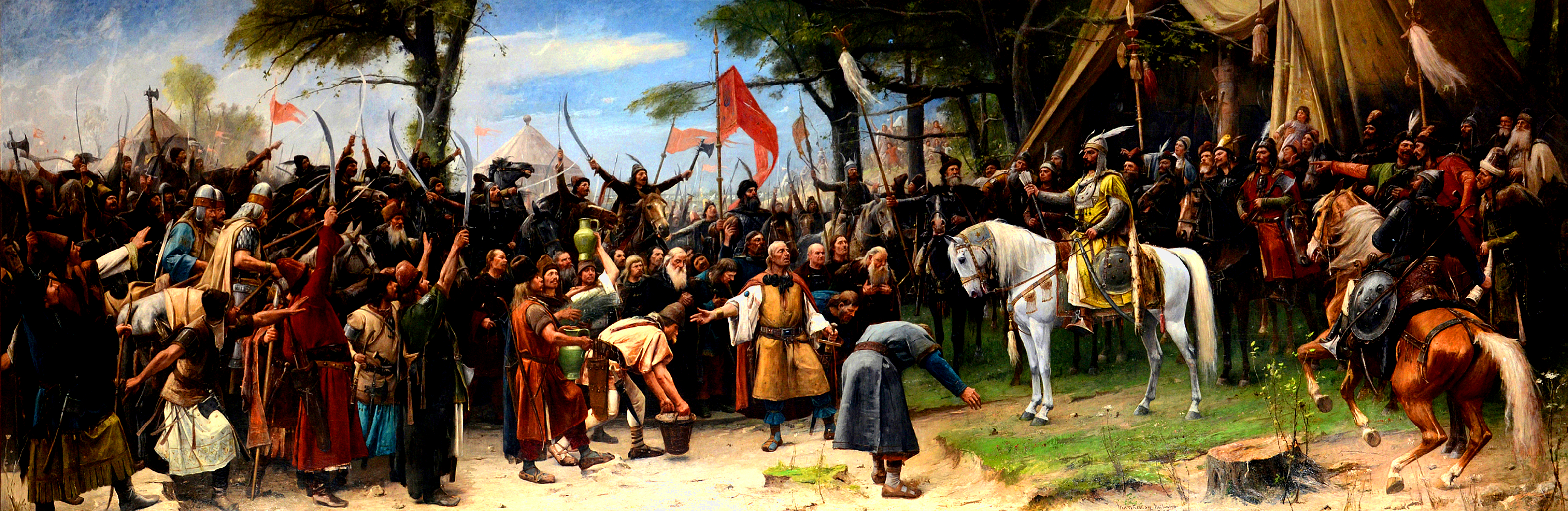
La conquesta del país (1889-1893), fou encarregada a Mihály Munkácsy per al parlament.

La façana principal es troba al Danubi, però l'entrada oficial es troba a l’altra banda, a la plaça Kossuth, i comunica amb l'escala cerimonial. Les monumentals escales de l'entrada principal estan emmarcades per dos lleons.
L’interior i l'exterior estan decorats amb 242 escultures. A la façana hi ha estàtues dels sobirans d’Hongria, dels sobirans de Transsilvània i dels herois militars del país. Per sobre de les finestres hi ha els escuts dels ducs i els reis.
A l'interior, el visitant descobreix l'escala principal amb sostres decorats amb frescos de Károly Lotz i el bust de l'arquitecte Imre Steindl en un nínxol a la paret. Árpád, Esteve I i Joan Hunyadi també són estàtues seves.
Una de les parts més espectaculars de l'edifici és el vestíbul central hexadecagonal (amb setze laterals) i les enormes habitacions contigües.: la cambra baixa (on avui es reuneix l'Assemblea Nacional Hongaresa) i la cambra alta (utilitzada fins al 1945). La corona de sant Esteve està exposada al Gran Saló des del 2000.
Els vitralls de Miksa Róth decoren els finestrals.
Les dimensions enormes i la decoració abundant fan que gairebé semptre una part de l'edifici es renova.

## Galeria

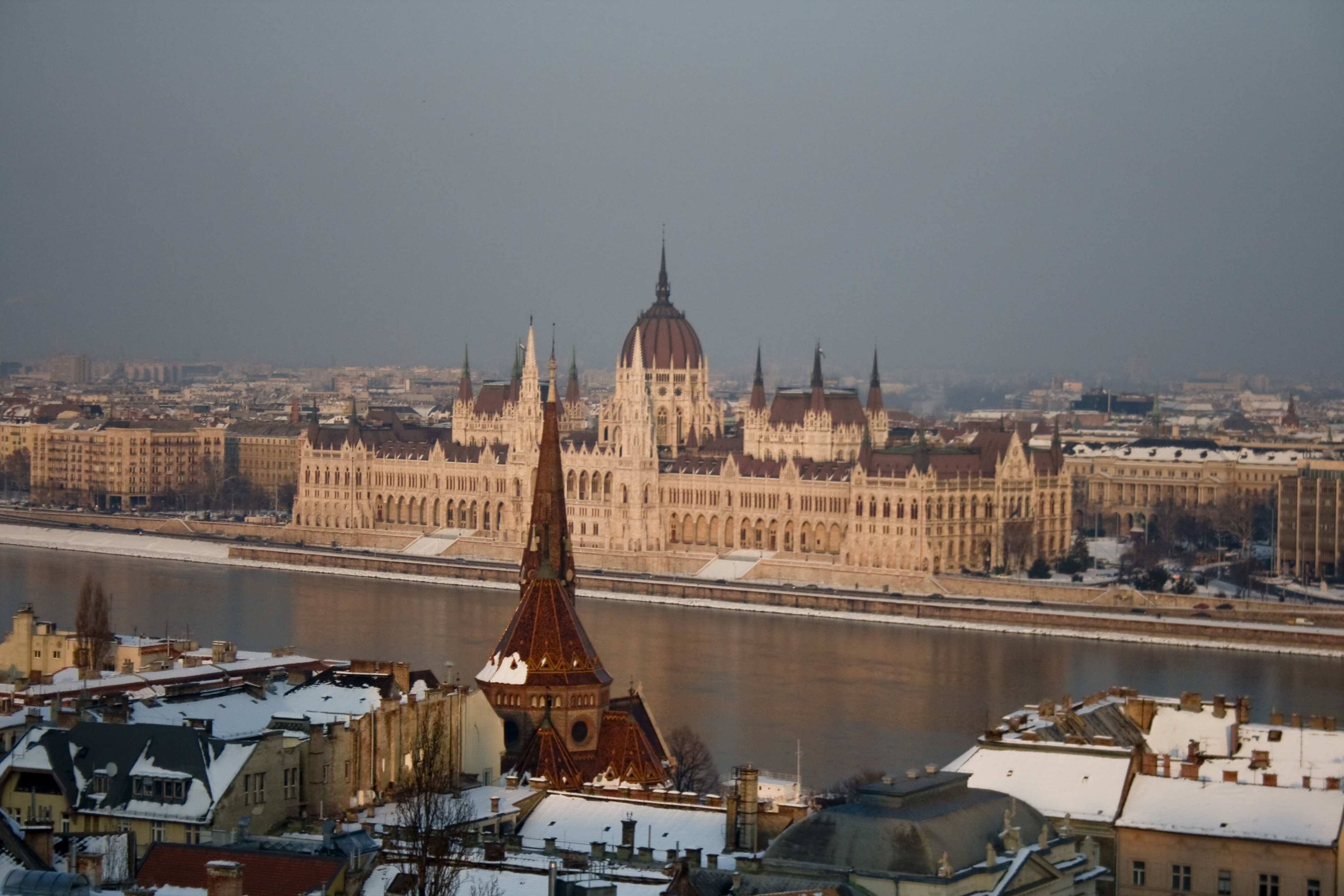
Panorama de Budapest
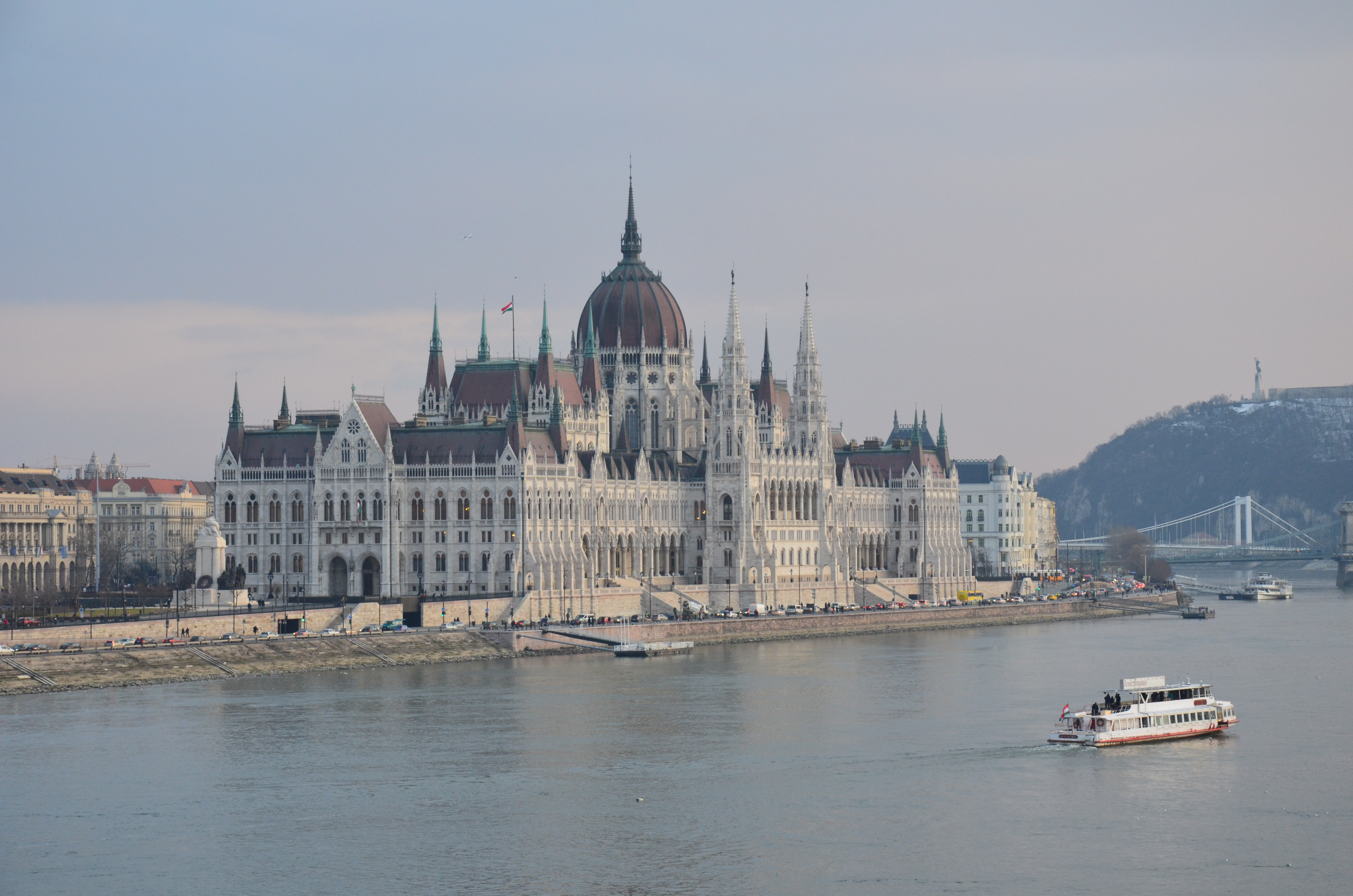
Parlament hongarès
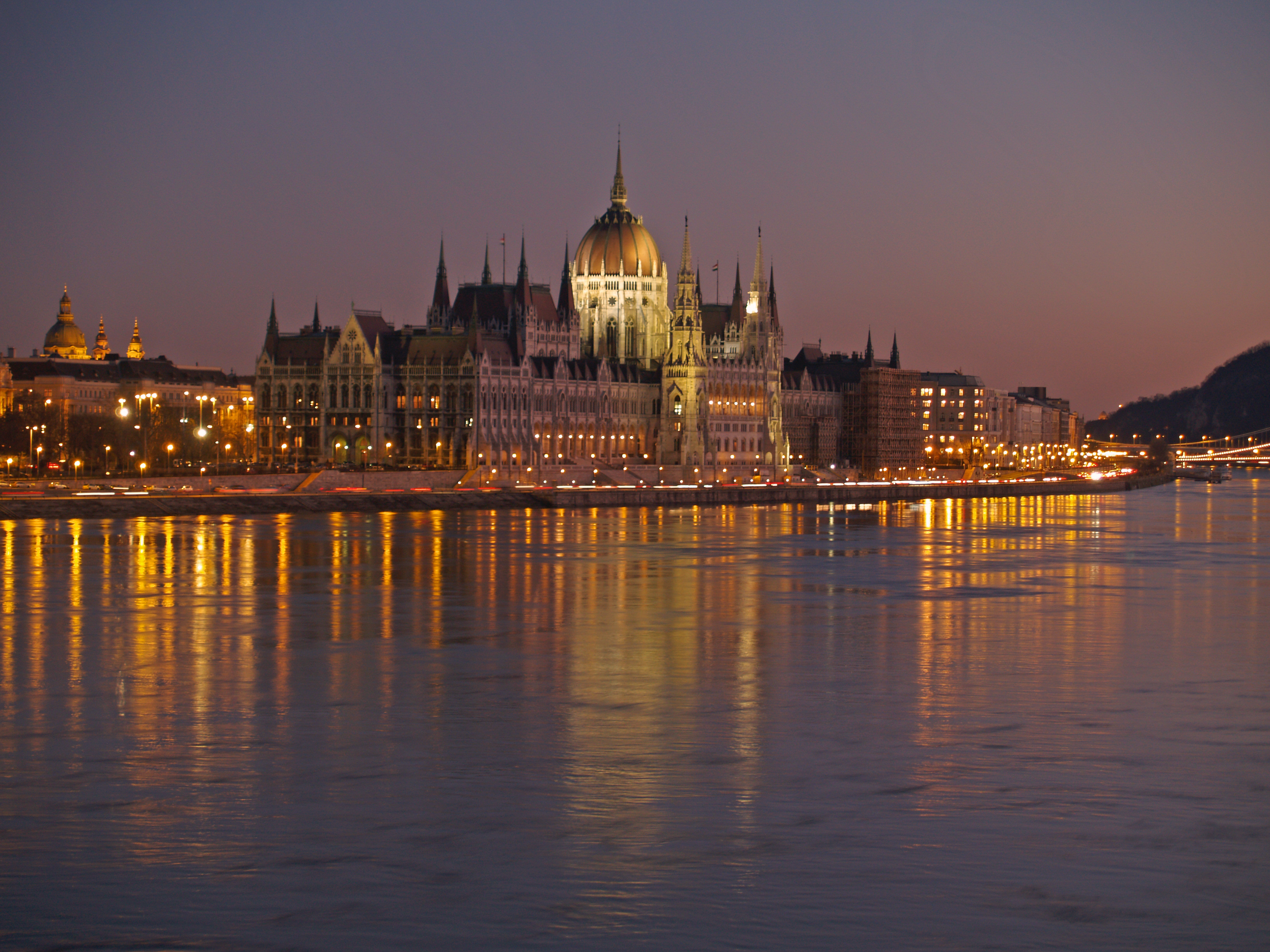
Parlament i Danubi
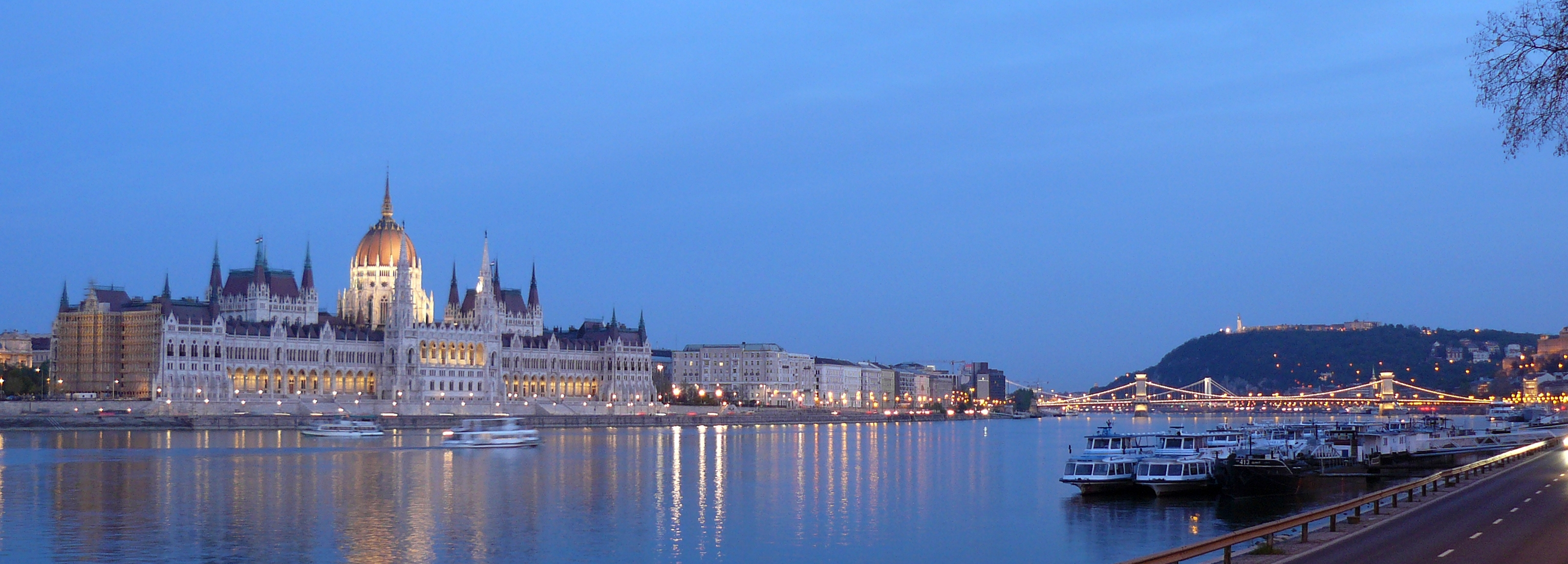
Vista des de Buda
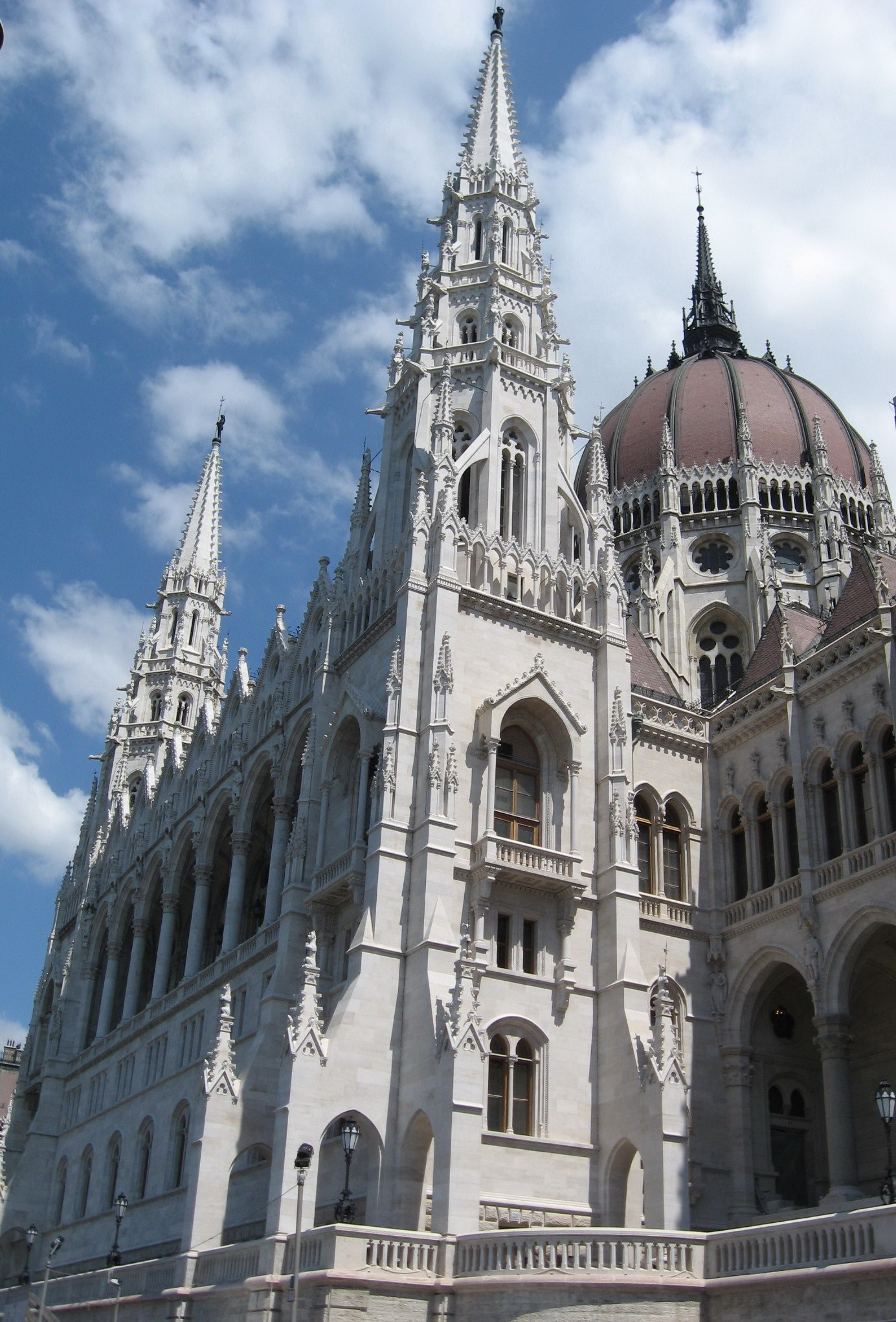
La cúpula
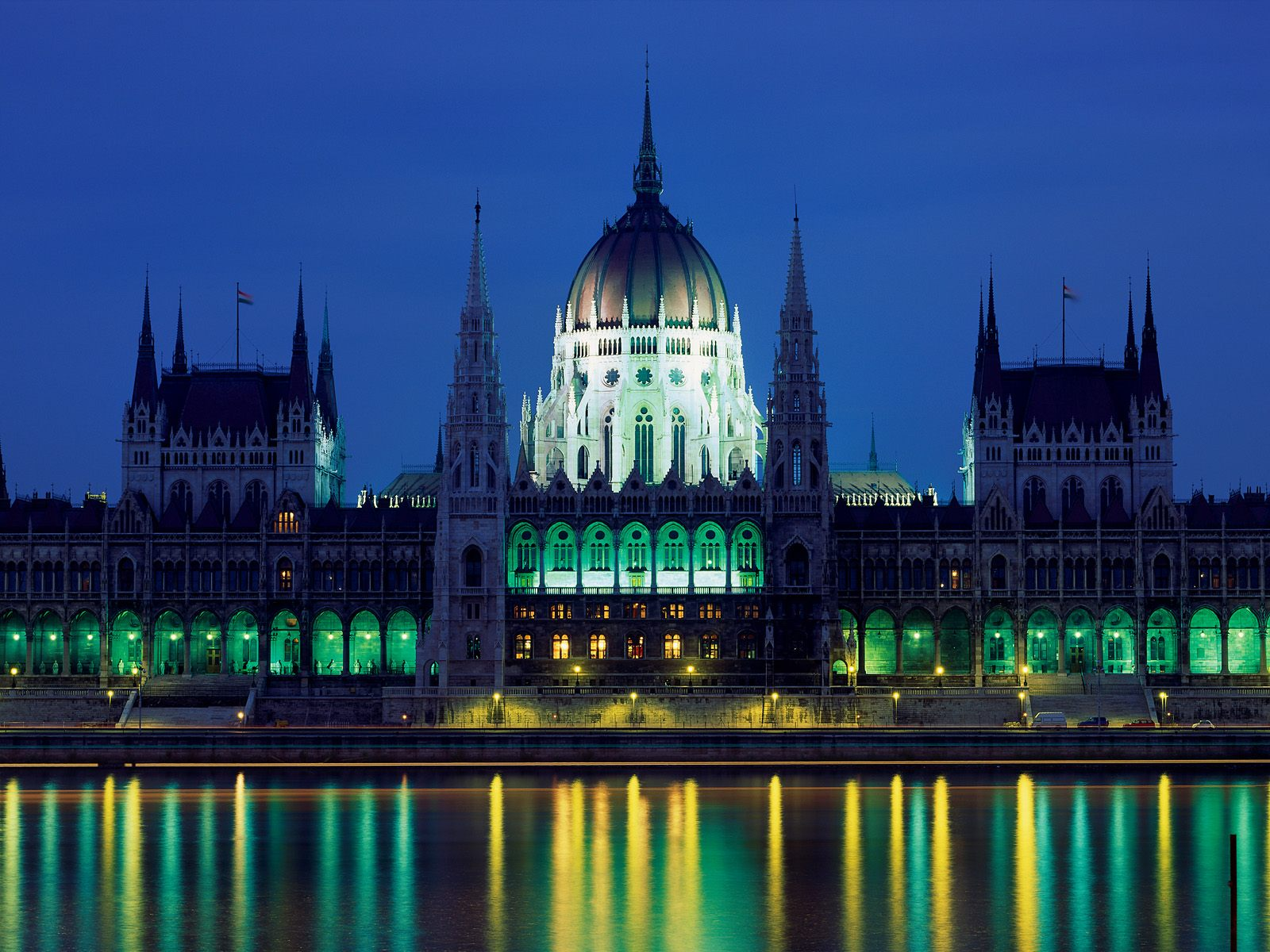
Parlament il·luminat
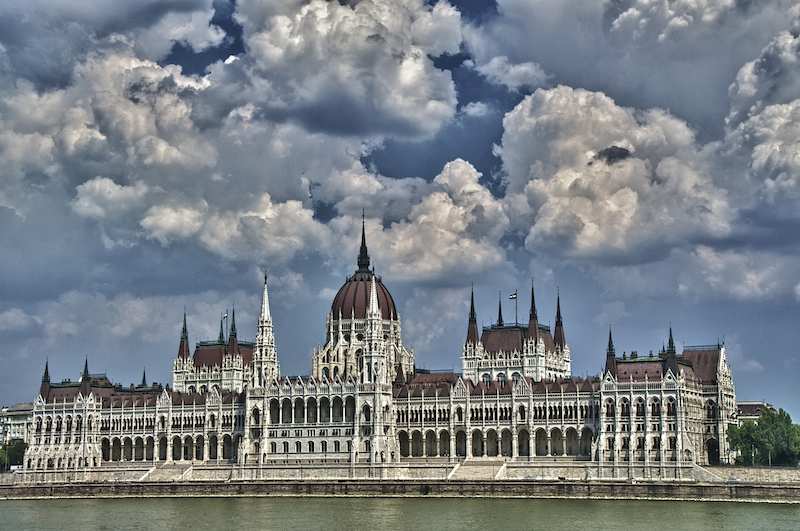
Vista del parlament des de la plaça Batthyány
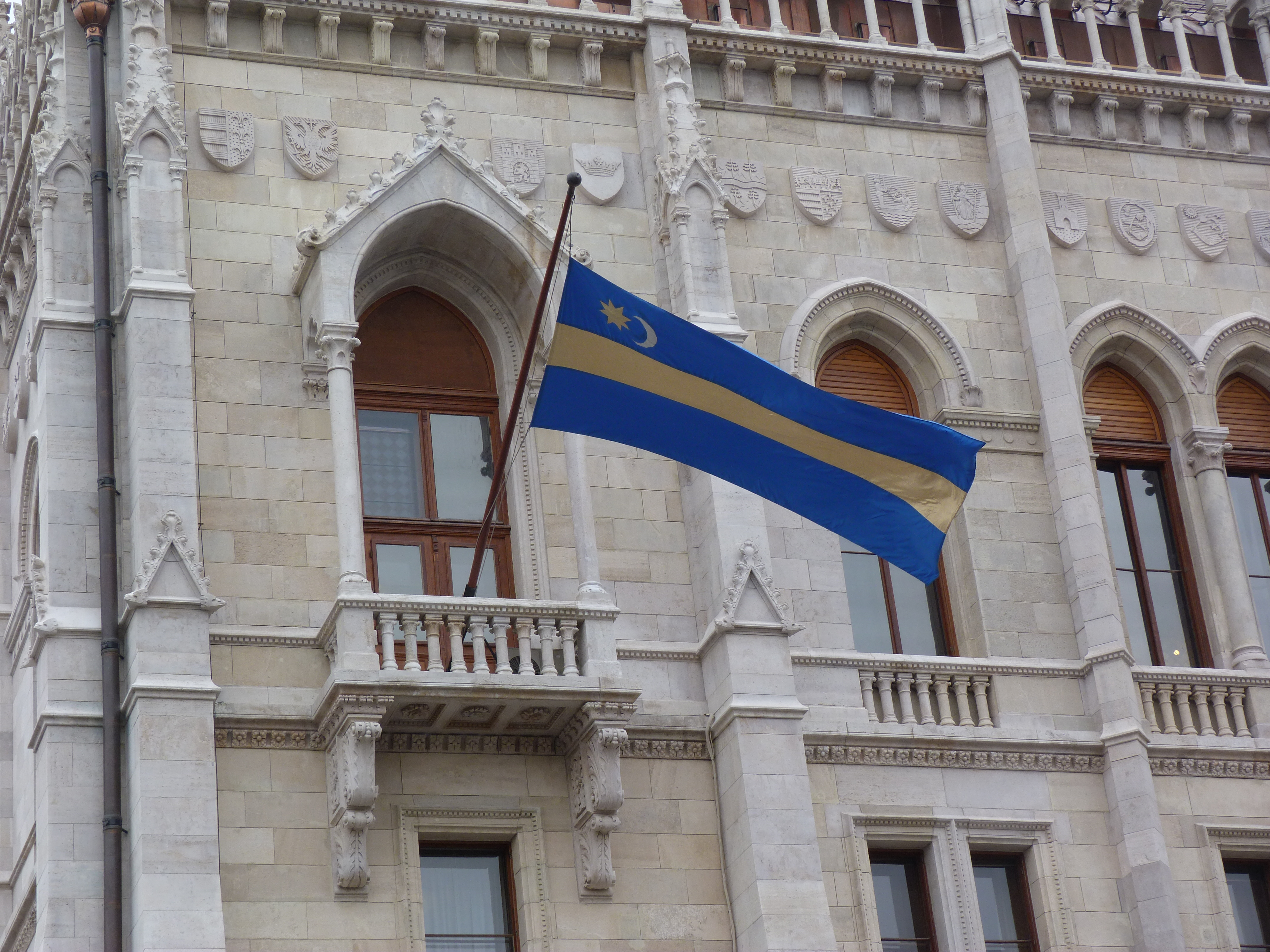
Bandera de Sículs

## Imatges interiors

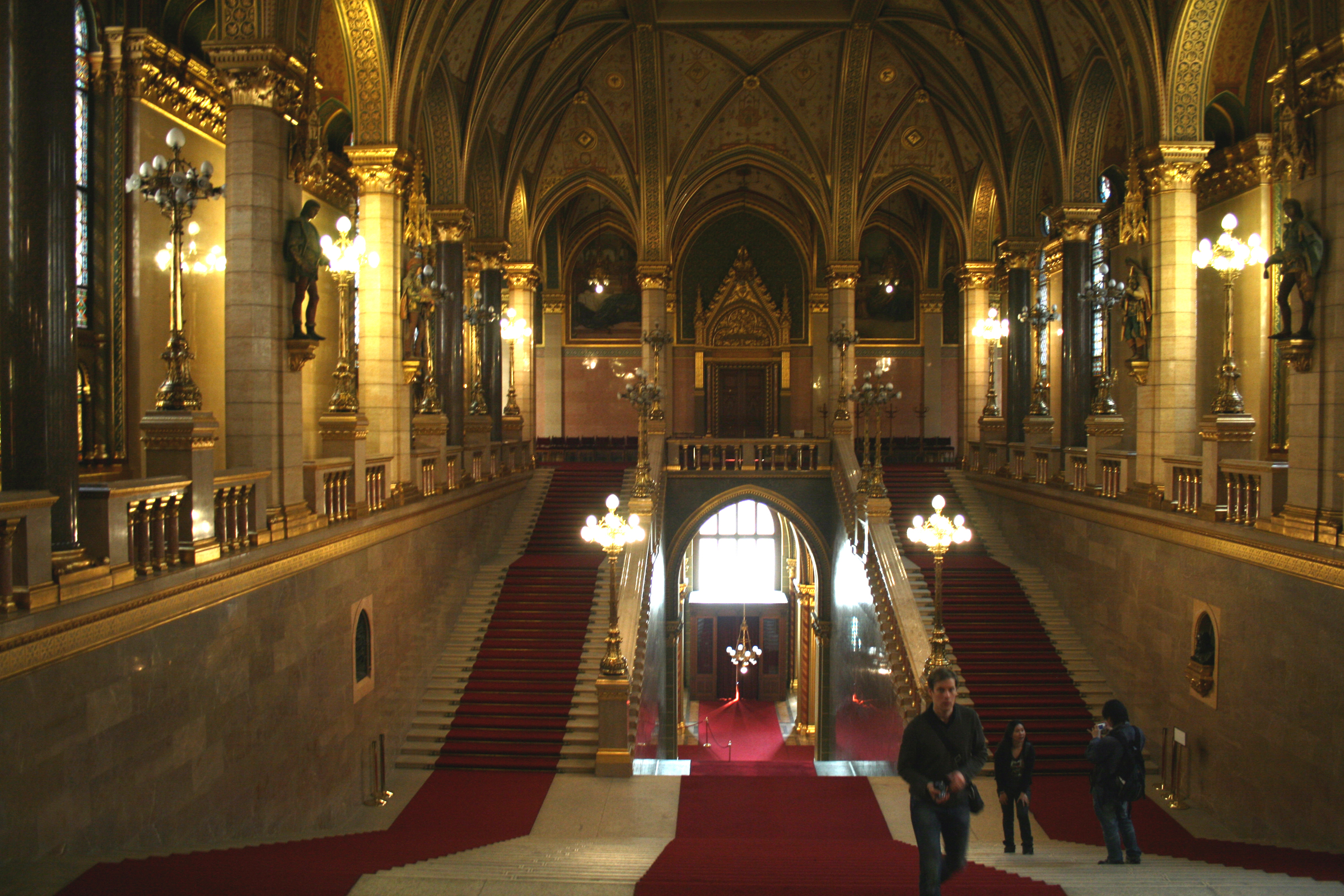
Escala principal. Els millors artistes de l'època van participar en la decoració d'interiors: frescs de Károly Lotz i escultures de György Kiss adornen l'escala cerimonial.
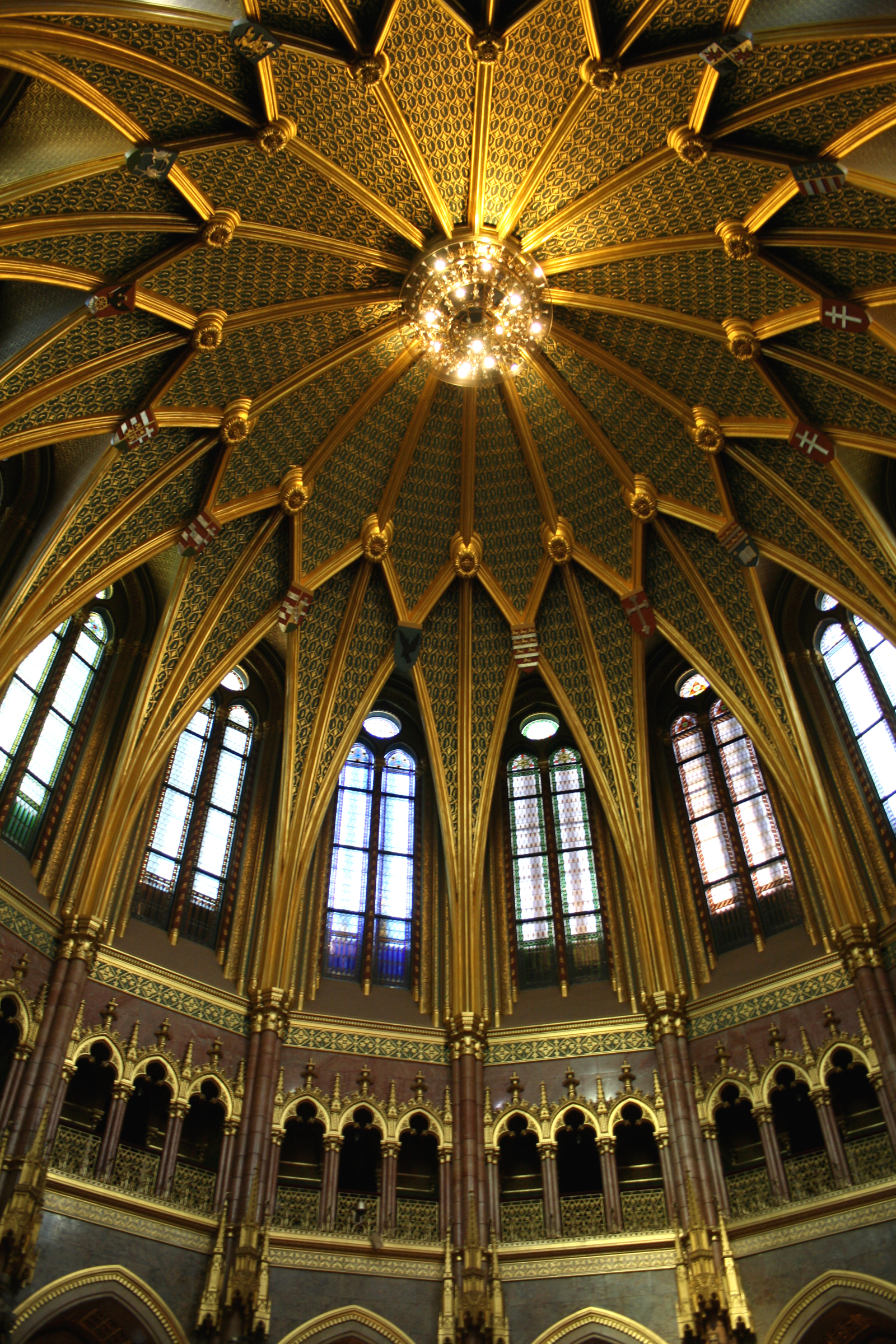
El daurat neogòtic i els motius heràldics cobreixen el sostre de la cúpula.
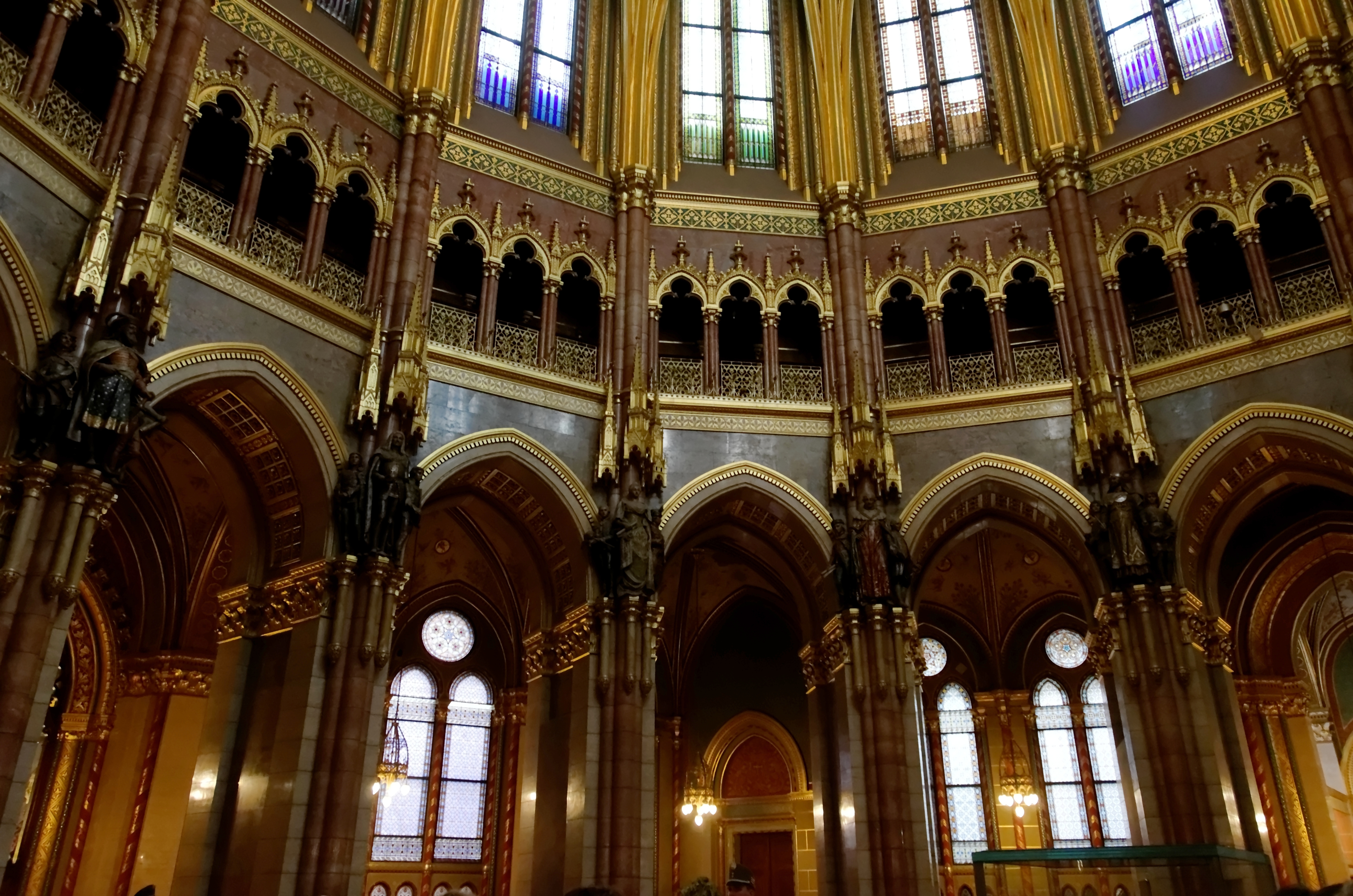
L’habitació de la cúpula. Les estàtues de governants hongaresos adornen els enormes pilars que sostenen la cúpula.
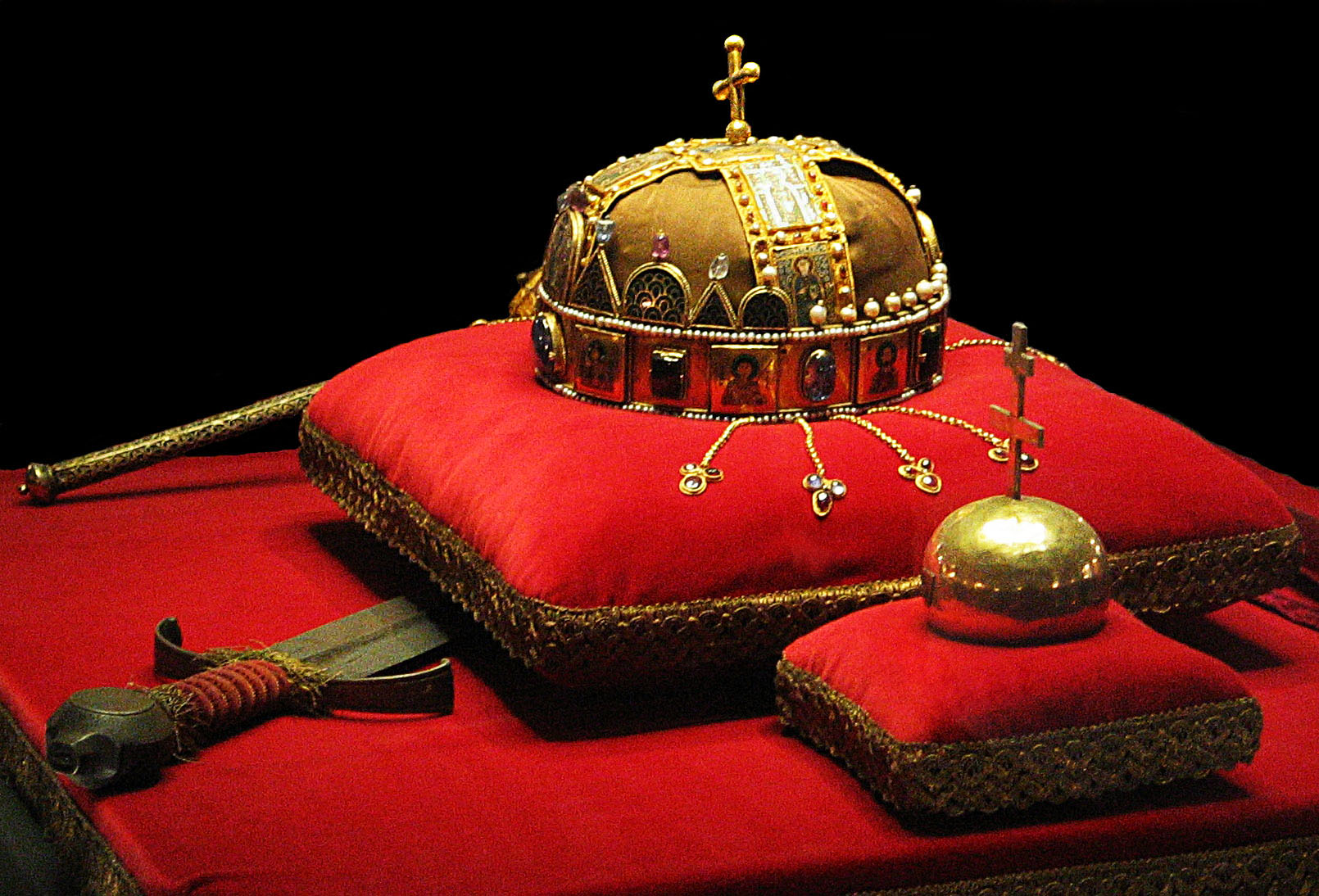
Sota la cúpula s’exhibeix la corona de sant Esteve.
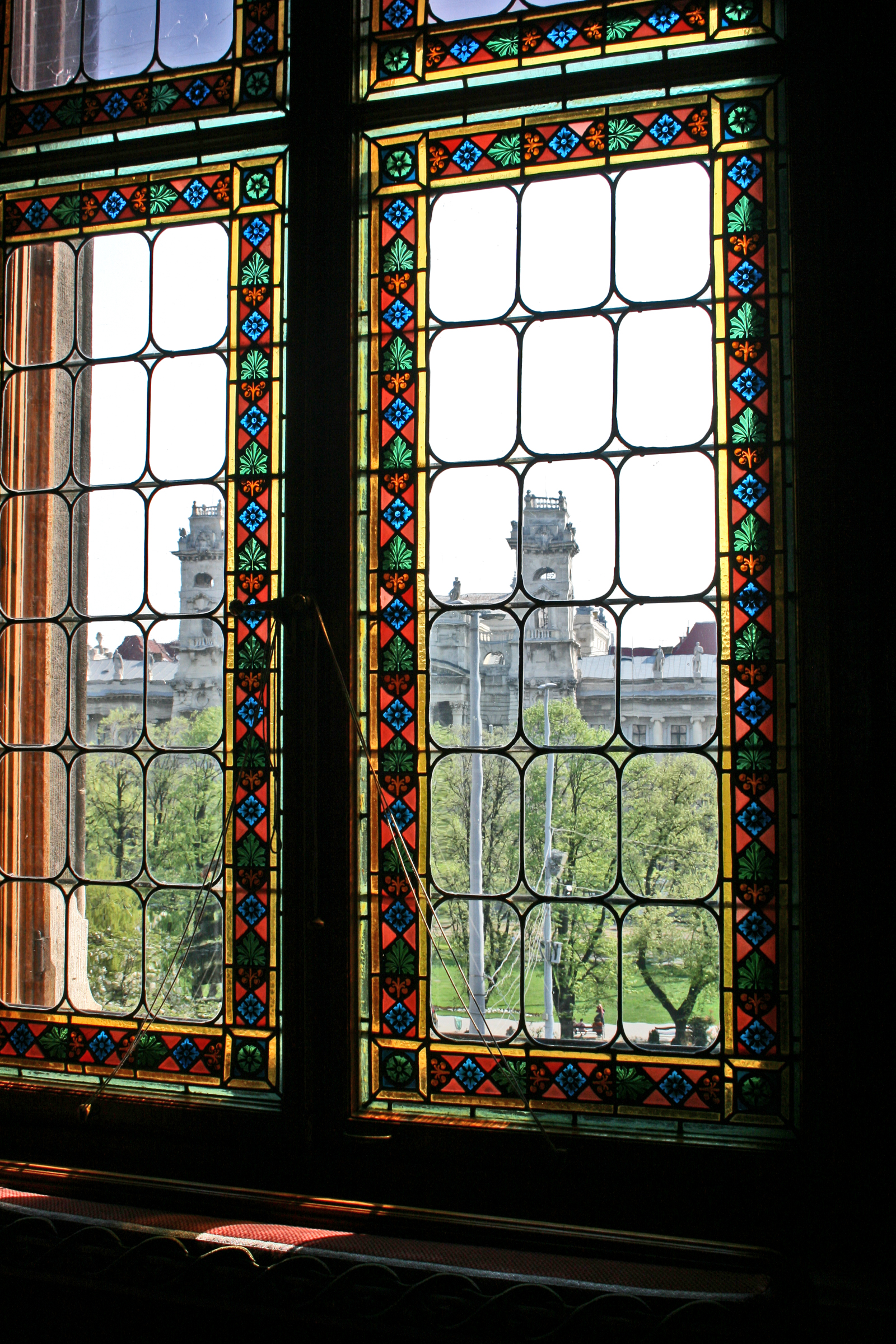
Vitralls de Miksa Róth
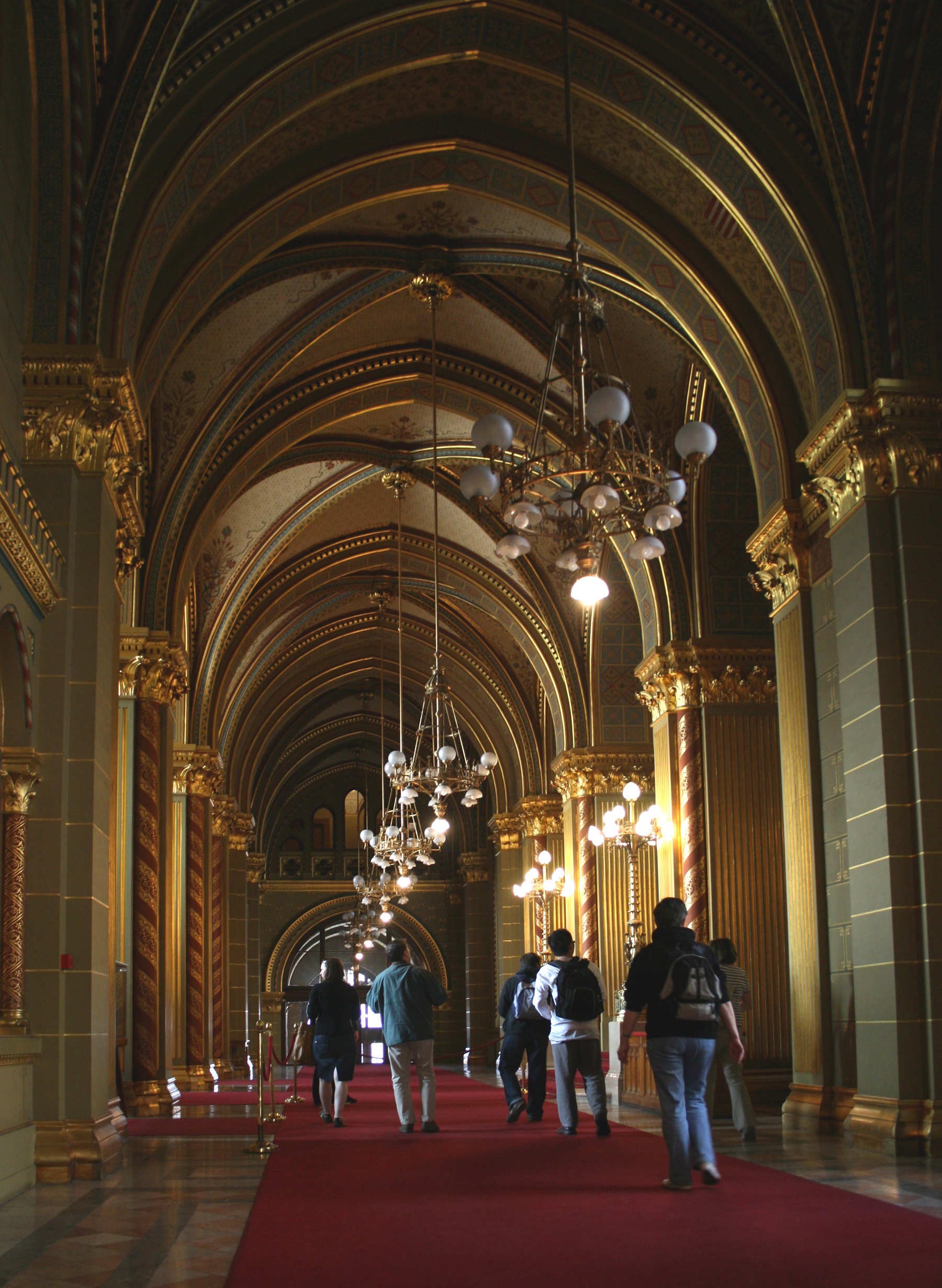
Interiors
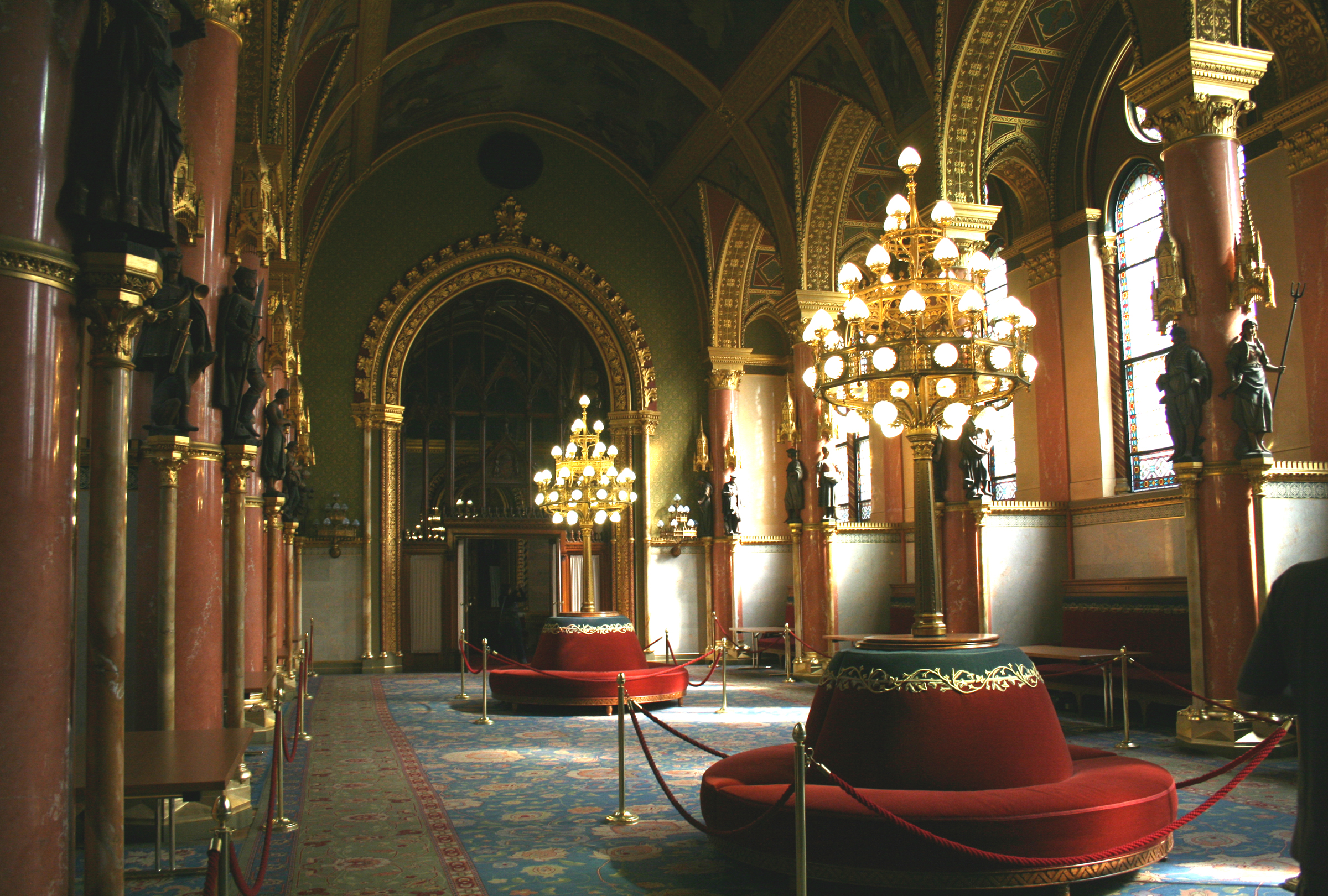
Interiors

Davant de l'edifici hi ha l'estàtua eqüestre de Francesc II Rákóczi. Al costat del parlament també hi ha una estàtua del poeta Attila József (1905-1937), asseguda com es descriu a si mateix en el seu poema A la vora del Danubi. La plaça dels Màrtirs (Vértanúk tere), al costat de la plaça Kossuth, està decorada amb una estàtua d'Imre Nagy.